# رودي مولار
رودي مولار (بالفرنسية: Rudy Molard )‏ (و. 1989  م) هو راكب دراجة هوائية فرنسي، شارك في طواف إسبانيا، وسباق طواف فرنسا 2017، وسباق طواف فرنسا 2013، وطواف فرنسا، وطواف فرنسا 2018.

## سباقات أو مراحل فاز بها
| التاريخ        | السباق                                 | المركز                      |
| -------------- | -------------------------------------- | --------------------------- |
| 13 أغسطس 2011  | طواف أين 2011                          | الثامن في تصنيف أفضل شاب    |
| 11 سبتمبر 2011 | تور دي أفينير 2011                     | التاسع في تصنيف الجبال      |
| 11 أغسطس 2012  | طواف أين 2012                          | الأول في تصنيف الجبال       |
| 08 يونيو 2014  | طواف لوكسمبورغ 2014                    | الرابع في التصنيف العام     |
| 27 يوليو 2014  | سباق طواف فرنسا 2014                   | السابع في تصنيف أفضل شاب    |
| 29 مارس 2015   | فولتا كاتالونيا 2015                   | الثامن في تصنيف الجبال      |
| 03 مايو 2015   | Grand Prix de la Somme 2015            | التاسع في التصنيف العام     |
| 21 أغسطس 2015  | طواف ليموزين 2015                      |                             |
| 13 سبتمبر 2015 | طواف دوبس 2015                         | الثالث في التصنيف العام     |
| 24 سبتمبر 2016 | طواف إيميليا 2016                      | المرتبة 17 في التصنيف العام |
| 29 سبتمبر 2016 | غران بيمونتي 2016                      | المرتبة 20 في التصنيف العام |
| 20 يونيو 2021  | سباق الطريق للرجال في بطولة فرنسا 2021 |                             |
| 25 يونيو 2023  | سباق الطريق للرجال في بطولة فرنسا 2023 |                             |

## روابط خارجية
- رودي مولار على موقع الاتحاد الدولي للدراجات (الإنجليزية)
- رودي مولار على موقع أرشيف الدراجات (الإنجليزية)
- رودي مولار على موقع إحصائيات الدراجات الإحترافية (الإنجليزية)
- رودي مولار على موقع نسبة الدراجات (الإنجليزية)
- رودي مولار على موقع CycleBase (الإنجليزية)